# Lalage conjuncta
El oruguero de San Matías (Lalage conjuncta) es una especie de ave paseriforme de la familia Campephagidae. Anteriormente se consideraba una subespecie del oruguero variable (Lalage leucomela).

## Distribución
Es endémica de las islas San Matías, en el extremo norte del archipiélago Bismarck (Papúa Nueva Guinea).